# Muzeul de Istorie din Sibiu
Muzeul de Istorie din Sibiu este un muzeu național din Sibiu, care funcționează în unul din cele mai impresionante monumente de arhitectură civilă gotică, cu elemente de Renaștere, din Transilvania. Având inițial destinația de locuință, casa Altemberger-Pempflinger (sub forma unui turn-locuință), a fost cumpărată de primăria orașului în anul 1549, de atunci și până în 1948 funcționând aici primăria Sibiului. Arhiva comunității săsești din Transilvania își avea sediul în clădire până în anul 1923. Lucrările de restaurare a monumentului s-au desfășurat, cu intermitențe, între anii 1967-1988. 

## Istoric
În frontonul portalului de acces în clădire este încastrată o placă de marmură, cu un text care, în limba latină, menționează vizita făcută la Primărie de către împăratul Iosif al II-lea, în vara anului 1773. Adosat clădirii, cu acces la parter și etaj, se găsește un turn care a aparținut incintei a treia de apărare a orașului. Începuturile colecțiilor muzeului aparțin perioadei de sfârșit a secolului al XVIII-lea, numeroase piese făcând parte din proprietatea fondatorului muzeului baronul Samuel von Brukenthal. 
După cel de-al doilea război mondial prin dizolvarea sau desființarea unor instituții culturale sibiene patrimoniul muzeului s-a îmbogățit considerabil prin transferarea în muzeu a unor colecții existente în oraș (Societatea Carpatina, Camera de arme a orașului Sibiu, o parte a pieselor Muzeului Asociațiunii Astra etc.). În anul 1959, la Palatul Brukenthal, este deschisă Secția de istorie, într-un spațiu destul de limitat în raport cu valoarea și diversitatea colecțiilor. În anul 1986, după încheierea lucrărilor de restaurare sunt deschise două expoziții, iar în luna mai 1988 este prezentat întregul circuit muzeal, după tematica obligatorie a muzeelor de istorie. În anii 1990 - 1992 tematica a fost complet și fundamental restructurată, insistându-se asupra particularităților istorice ale zonei. Circuitul expozițional permanent cuprinde următoarele colecții: arheologie preistorică și istorie veche - 8.177 piese, colecția de obiecte medievale - 9.669 piese (arheologie medievală - 647 piese, produse de breaslă - 1.690 piese, produse textile - 1.500 piese, obiecte din domeniul științei și tehnicii - 90 piese, arme și armuri - 1.880 piese, decorații și medalii onorifice - 239 piese, produse din sticlă și faianță - 979 piese, sigilii, ștampile, matrițe, medalii și monede - 2.374 piese), colecția Tezaur - 63.435 piese, Fondul de carte și periodice "Carl Engber" - 15.410 piese, Colecția de clișee "Emil Fischer" - 8.050 piese, Colecția de grafică documentară - 33.252 piese, Colecția de istorie modernă și contemporană - 2.227 piese.
Clădirea muzeului este declarată monument istoric, având codul SB-II-m-A-12134. Muzeul este adăpostit în cea mai importantă construcție gotică laică din Transilvania, care s-a construit în mai multe etape, de la sfârșitul secolului al XV-lea și până în secolele XVIII - XIX.
Casa Altemberger-Pempflinger, care găzduiește astăzi Muzeul de Istorie al Municipiului Sibiu, este cel mai important ansamblu de arhitectură gotică civilă din Transilvania. Casa a fost construită de primarul Sibiului Thomas Altemberger în perioada 1470-1491, lipită de Turnul de Poartă. Turnul din incinta clădirii a găzduit arhiva orașului și a Universității Săsești din anul 1546 până în 1923, când aceasta a fost mutată într-o nouă locație pe strada Arhivelor.
În anul 1545 casa a fost cumpărată de către oraș pentru a găzdui noul sediu al primăriei, care a funcționat aici până în 1948. Între anii 1967-68, clădirea a fost supusă unor ample lucrări de restaurare în vederea amenajării muzeului de istorie. Atunci s-au putut stabili etapele de construcție, aspectul inițial al turnului locuință și reconstrucția etajului superior, precum și identificarea unuia dintre meșterii care au contribuit la construcții.